# Mihail I Cerularie
Mihail I Cerularie (în greacă Μιχαήλ Α΄ Κηρουλάριος, Mihail Keroularios; n. 1005, Constantinopol, Imperiul Roman de Răsărit – d. 21 ianuarie 1059, Constantinopol, Imperiul Roman de Răsărit) a fost Patriarh al Constantinopolului între anii 1043 și 1059. În timpul lui, în 1054, s-a produs ruptura dintre Biserica Ortodoxă și Biserica Romano-Catolică, cunoscută în istorie ca Marea Schismă.

## Biografie
Mihail Cerularie s-a născut în jurul anului 1000. Educația pe care a primit-o era orientată spre o viitoare carieră în politică sau administrație imperială, dar în 1040 el s-a călugărit. Foarte curând, după numai trei ani, în 1043, a fost confirmat ca Patriarh al Bisericii Ortodoxe a Constantinopolului de către împăratul Constantin al IX-lea „Monomahul”.
Perioada în care Mihail I Cerularie a fost patriarh se caracterizează printr-o acutizare a tensiunilor deja existente între Bisericile Răsăritene și Biserica Romei. Punctul culminant al acestor tensiuni a fost atins în 1054, odată cu decretul de excomunicare a patriarhului, act care a dus la Marea Schismă. Decretul de excomunicare publicat pe 16 iulie 1054 de cardinalul Humbert de Silva Candida a fost un gest simbolic, deoarece papa Leon al IX-lea, în numele căruia a fost pronunțată excomunicarea, decedase cu trei luni înainte.
Prin afirmarea răspicată a ambițiilor sale politice, patriarhul Mihail s-a confruntat și cu împărații Bizanțului Mihail al VI-lea Bringas și Isaac I Comnen, mai ales pe tema superiorității patriarhului față de împărat și a Bisericii față de stat. Până la urmă, aceste confruntări au dus la detronarea lui din demnitatea de patriarh de către împăratul Isaac I Comnenul, în anul 1058. Mihai I Cerularie a murit pe data de 21 ianuarie 1059, la Madytus, în apropiere de Constantinopol, unde fusese exilat.

## Mihail Cerularie și Marea Schismă
În anii în care Mihail I Cerularie a devenit patriarh, apăruseră mari disensiuni între Biserica Ortodoxă a Constantinopolului și Biserica Romano-Catolică. Pe lângă unele interpretări dogmatice diferite, apăruseră dispute referitoare la jurisdicția în Balcani, sudul Italiei și Sicilia. În plus, cererea papilor de la Roma de a avea o autoritate mai mare asupra celorlalți patriarhi nu era acceptată de către aceștia, care îl considerau pe episcopul de la Roma doar ca pe un primus inter pares („primul între egali”). De asemenea, Mihail I Cerularie a intrat în dispută cu papa Leon al IX-lea pe tema practicilor diferite dintre cele două Biserici (cea Romană și cea Constantinopolitană), în special utilizarea azimei (pâine nedospită) la Euharistie.
Conflictul dintre cele două Biserici s-a adâncit și mai mult atunci când Biserica de la Roma a reușit să impună folosirea limbii latine la slujbele religioase printre creștinii normanzi din Sicilia. Mihail Cerularie a reacționat la rândul său, obligând bisericile latinilor din Constantinopol să treacă la practicile religioase care erau uzitate în Biserica Răsăriteană. În corespondența care a urmat pe această temă între capii celor două Biserici, papa Leon al IX-lea a evitat să-l numească pe Mihail Cerularie "Patriarh Ecumenic", iar Mihail i s-a adresat papei Leon cu titulatura de "Frate" în loc de "Tată". Deși mai târziu Mihail a încercat să medieze aceste probleme, Leon nu a vrut să facă nici o concesie.
În primăvara anului 1054, Leon al IX-lea a trimis o delegație papală în frunte cu cardinalul Humbert de Silva Candida la Constantinopol pentru a se confrunta în mod oficial cu patriarhul Mihail. Sosind la Constantinopol în aprilie 1054, delegații papei s-au simțit jigniți de primirea care li s-a făcut și au părăsit brusc palatul patriarhal, lăsând doar o scrisoare a papei către Mihail, scrisoare al cărei conținut l-a umplut de mânie pe acesta. Apoi, Mihail a găsit sigiliile scrisorii ca fiind falsificate și acest fapt l-a motivat să nu mai ia în considerare nici scrisoarea, nici delegația papală. 
Refuzul patriarhului Mihail de a mai discuta cu delegația papală a dus la măsuri extreme. La 16 iulie 1054, cardinalul Humbert a depus o scrisoare de excomunicare pe altarul Catedralei Sfânta Sofia din Constantinopol, scrisoare care el o pregătise deja, iar două zile mai târziu delegația papală a plecat în grabă la Roma. Dar cum papa Leon al IX-lea murise deja pe 16 aprilie, scrisoarea de excomunicare nu era o bulă papală propriu-zisă, deoarece nu era semnată de către un papă. Ca măsură de represalii, patriarhul Mihail Cerularie i-a excomunicat pe cardinalul Humbert și pe papă și a ordonat eliminarea numelui papei din diptice, marcând astfel începutul Marii Schisme.